# Keith Magnuson
Pour les articles homonymes, voir Magnuson.
Keith Arlen Magnuson (né le 27 avril 1947 à Saskatoon au Canada - mort le 15 décembre 2003 à Vaughan) est un joueur professionnel canadien de hockey sur glace qui évoluait au poste de défenseur pour les Black Hawks de Chicago dans la Ligue nationale de hockey.

## Biographie
Magnuson commence à jouer au hockey dans sa ville natale puis pendant quatre saisons à l'université de Denver. En 1969, il signe un contrat d'agent libre avec les Black Hawks de Chicago où il joue ensuite toute sa carrière professionnelle et en est le capitaine de 1976 à 1979. En décembre 1978, il se blesse à un genou et manque la plus grande partie de la saison. Au début de la saison 1979-1980, un joueur des Bruins de Boston le provoque et il hésite à se battre. À l'issue du match, il annonce sa retraite à son entraîneur, estimant que s'il hésitait à se battre, c'est qu'il était temps de raccrocher Il est alors engagé comme entraîneur adjoint. En 1980, il prend le poste d'entraîneur-chef de la franchise et mène l'équipe à la deuxième place de sa division ; l'équipe se fait ensuite éliminer en première ronde des séries éliminatoires par les Flames de Calgary. Il commence la saison suivante à nouveau comme entraîneur-chef, mais il est remplacé après 52 matchs.
Le 15 décembre 2003, il meurt dans un accident de la route.
En 2008, les Blackhawks retirent le numéro 3 que lui et Pierre Pilote portaient.

## Statistiques
| Saison     | Équipe                  | Ligue      |     | Saison régulière | Saison régulière | Saison régulière | Saison régulière | Saison régulière |   | Séries éliminatoires | Séries éliminatoires | Séries éliminatoires | Séries éliminatoires | Séries éliminatoires |
| Saison     | Équipe                  | Ligue      | PJ  | B                | A                | Pts              | Pun              | PJ               | B | A                    | Pts                  | Pun                  |                      |                      |
| 1963-1964  | Saskatoon Midwest Litho | SAHA       |     |                  |                  |                  |                  |                  |   |                      |                      |                      |                      |                      |
| 1964-1965  | Blades de Saskatoon     | SJHL       | 54  | 2                | 9                | 11               | 77               | 5                | 0 | 2                    | 2                    | 6                    |                      |                      |
| 1965-1966  | Université de Denver    | WCHA       |     |                  |                  |                  |                  |                  |   |                      |                      |                      |                      |                      |
| 1966-1967  | Université de Denver    | WCHA       | 30  | 4                | 17               | 21               | 56               | -                | - | -                    | -                    | -                    |                      |                      |
| 1967-1968  | Université de Denver    | WCHA       | 34  | 5                | 15               | 20               | 59               | -                | - | -                    | -                    | -                    |                      |                      |
| 1968-1969  | Université de Denver    | WCHA       | 32  | 7                | 27               | 34               | 48               | -                | - | -                    | -                    | -                    |                      |                      |
| 1969-1970  | Black Hawks de Chicago  | LNH        | 76  | 0                | 24               | 24               | 213              | 8                | 1 | 2                    | 3                    | 17                   |                      |                      |
| 1970-1971  | Black Hawks de Chicago  | LNH        | 76  | 3                | 20               | 23               | 291              | 18               | 0 | 2                    | 2                    | 63                   |                      |                      |
| 1971-1972  | Black Hawks de Chicago  | LNH        | 74  | 2                | 19               | 21               | 201              | 8                | 0 | 1                    | 1                    | 29                   |                      |                      |
| 1972-1973  | Black Hawks de Chicago  | LNH        | 77  | 0                | 19               | 19               | 140              | 7                | 0 | 2                    | 2                    | 4                    |                      |                      |
| 1973-1974  | Black Hawks de Chicago  | LNH        | 57  | 2                | 11               | 13               | 105              | 11               | 1 | 0                    | 1                    | 17                   |                      |                      |
| 1974-1975  | Black Hawks de Chicago  | LNH        | 48  | 2                | 12               | 14               | 117              | 8                | 1 | 2                    | 3                    | 15                   |                      |                      |
| 1975-1976  | Black Hawks de Chicago  | LNH        | 48  | 1                | 6                | 7                | 99               | 4                | 0 | 0                    | 0                    | 12                   |                      |                      |
| 1976-1977  | Black Hawks de Chicago  | LNH        | 37  | 1                | 6                | 7                | 86               | -                | - | -                    | -                    | -                    |                      |                      |
| 1977-1978  | Black Hawks de Chicago  | LNH        | 67  | 2                | 4                | 6                | 145              | 4                | 0 | 0                    | 0                    | 7                    |                      |                      |
| 1978-1979  | Black Hawks de Chicago  | LNH        | 26  | 1                | 4                | 5                | 41               | -                | - | -                    | -                    | -                    |                      |                      |
| 1979-1980  | Black Hawks de Chicago  | LNH        | 3   | 0                | 0                | 0                | 4                | -                | - | -                    | -                    | -                    |                      |                      |
| Totaux LNH | Totaux LNH              | Totaux LNH | 589 | 14               | 125              | 139              | 1442             | 68               | 3 | 9                    | 12                   | 164                  |                      |                      |

## Honneurs et récompenses
- Match des étoiles de la LNH : 1971-1972
- Numéro 3 retiré des Blackhawks de Chicago : 2008